# Bombardeio de Bezuidenhout
O bombardeio de Bezuidenhout (holandês: "bombardement op het Bezuidenhout") ocorreu em 3 de março de 1945, quando a Royal Air Force bombardeou por engano o bairro de Bezuidenhout na cidade holandesa de Haia. Na época, o bairro estava mais densamente povoado do que o normal com evacuados da região mais central de Haia e da cidade de Wassenaar; dezenas de milhares ficaram desabrigados e tiveram que ser aquartelados na Holanda Oriental e Central.
As tripulações dos bombardeiros britânicos pretendiam bombardear o distrito de "Haagse Bos" ("Floresta de Haia"), onde os alemães instalaram plataformas de lançamento de mísseis V-2 que foram usadas para atacar cidades inglesas. No entanto, os pilotos receberam as coordenadas erradas, de modo que os instrumentos de navegação dos bombardeiros foram configurados incorretamente e, combinados com neblina e nuvens que obscureceram sua visão, as bombas foram lançadas no bairro residencial de Bezuidenhout.

No mapa (em verde) o parque "Haagse Bos", onde os mísseis V2 foram implantados.
Abaixo dele, o distrito de Bezuidenhout, que foi acidentalmente bombardeado.

## O evento

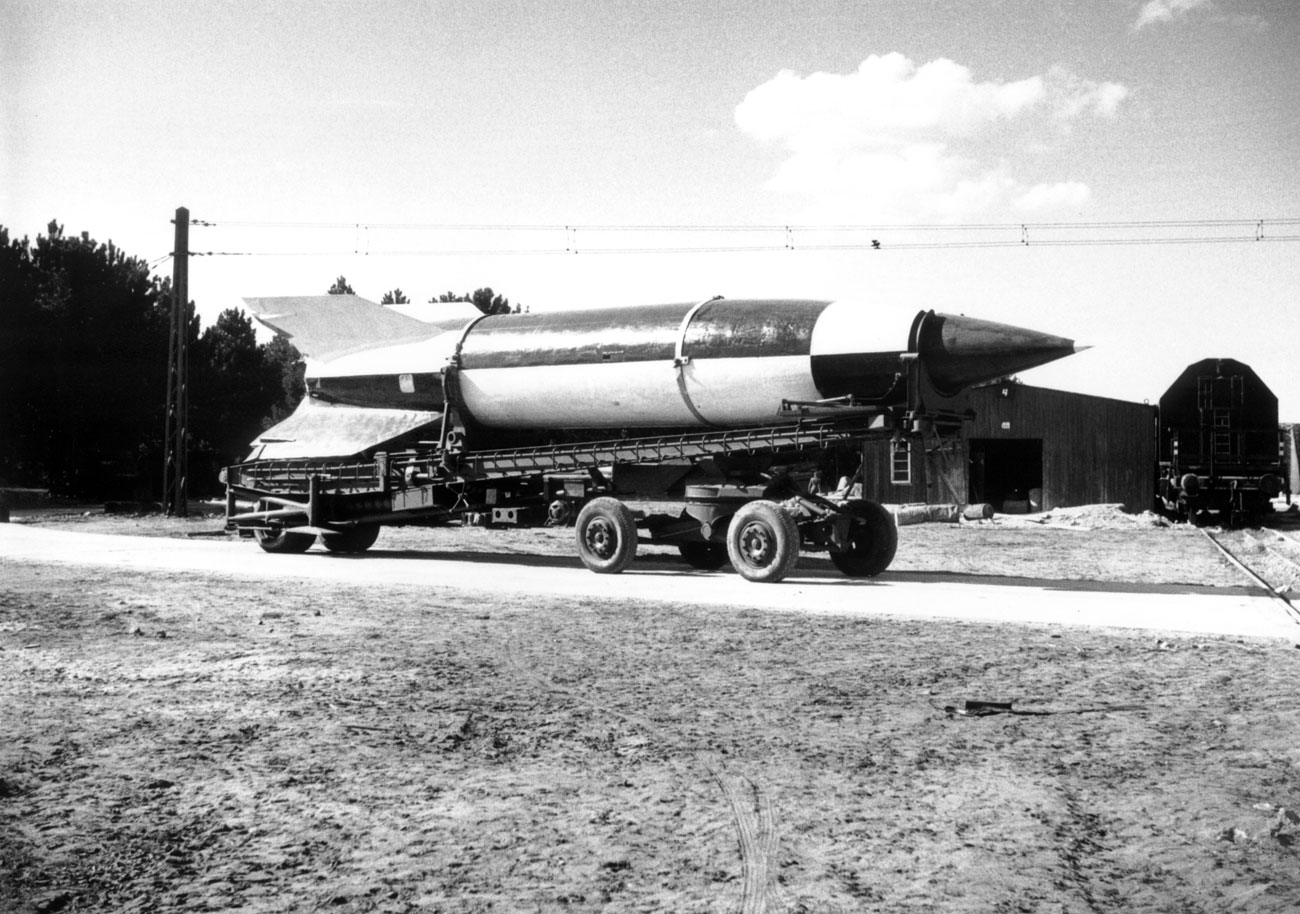
A artilharia nazista motorizada lançou 1.027 foguetes V-2 em Londres de Haia - 79 falharam no lançamento, 600 chegaram a Londres.

Na manhã de 3 de março de 1945, bombardeiros médios e leves dos tipos North American B-25 Mitchell e Douglas Boston das alas nº 137 e nº 139 da Segunda Força Aérea Tática decolaram de Melsbroek perto de Bruxelas e Vitry no norte da França . Entre 8 e 9 horas da manhã, os bombardeiros lançaram 67 toneladas de bombas altamente explosivas em Bezuidenhout, causando destruição generalizada.
Devido a carros de bombeiros e bombeiros insuficientes (já que muitos deles foram convocados para trabalhos forçados na indústria alemã ou se esconderam para evitar serem contratados), o incêndio resultante não foi controlado, matando 511 pessoas, incluindo oito bombeiros.
Assim que os britânicos perceberam a extensão dos danos, eles espalharam panfletos pela vizinhança se desculpando pelo erro. O "Trouw", jornal da resistência holandesa, relatou:

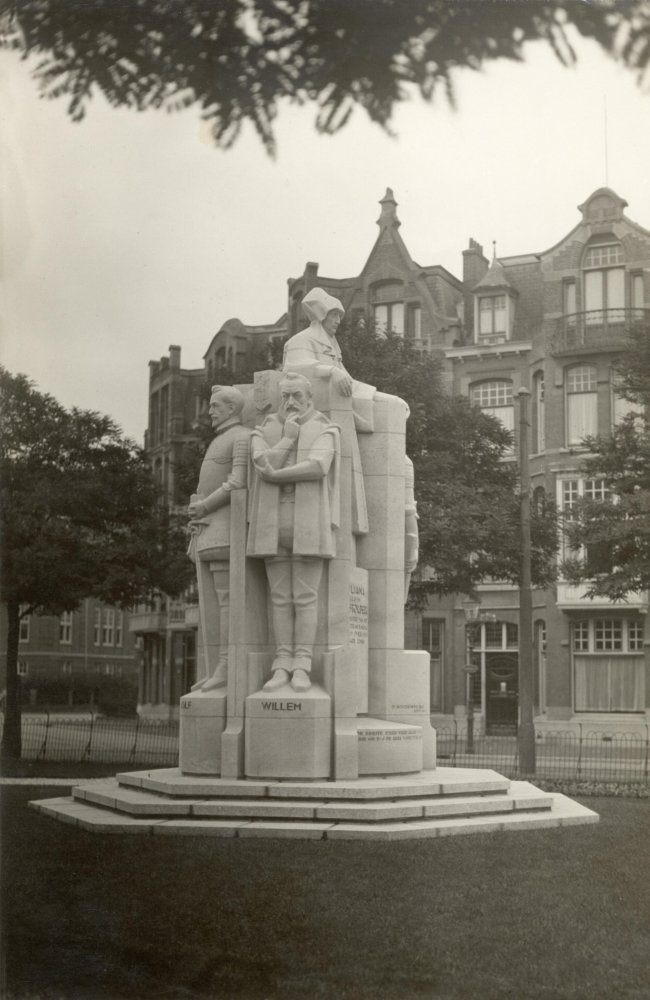
Monumento de Juliana de Stolberg e seus cinco filhos, o qual sobreviveu ao bombardeio e agora também funciona como um monumento para suas vítimas.

Os horrores da guerra estão aumentando. Vimos os incêndios em Haia após os terríveis bombardeios devido aos locais de lançamento do V2. Vimos a coluna de fumaça flutuando para o sul e a provação da guerra desceu sobre nós em seu impacto prolongado. Ouvimos o barulho das bombas caindo sobre (o) Bezuidenhout, e os mísseis que trouxeram morte e miséria caíram a apenas cem metros de nós. Ao mesmo tempo, vimos o lançamento e o rugido e flamejante V2, prendendo a respiração para ver se o lançamento foi bem-sucedido, se não caindo nas casas de pessoas inocentes. É horrível ver os monstros decolando no meio da noite entre as casas, iluminando os céus. Pode-se imaginar o terror que nos atingiu agora que Haia é uma cidade da linha de frente, bombardeada continuamente por mais de dez dias. Prédios queimando e fumegando furiosamente, uma cidade sufocando com a fumaça, mulheres e crianças fugindo, homens arrastando móveis que tentavam resgatar do caos. Que miséria, que angústia.

## Memória
O atentado é lembrado todos os anos no primeiro domingo após 3 de março. Em 2011, o prefeito de Haia, Jozias van Aartsen, bem como os prefeitos de Wassenaar e Leidschendam-Voorburg (residentes de ambas as cidades ajudaram no combate a incêndios e no atendimento aos sobreviventes) estiveram presentes na cerimônia de lembrança, que consistiu em uma igreja serviço religioso, a colocação de uma coroa de flores no Monumento do erro humano (holandês: "Monument van de menselijke vergissing") e um concerto de recordação no Conservatório Real de Haia. Um serviço religioso e um concerto semelhantes foram realizados em 2012.

## Estatísticas
Como resultado do bombardeio, houve:
- 511 mortes
- 344 feridos
- 20.000 pessoas ficaram desabrigadas
- 3.250 residências queimadas
- 3.241 residências danificadas
- 391 residências irreparavelmente danificadas
- 290 negócios destruídos
- 5 igrejas destruídas
- 9 escolas destruídas
- 10 prédios públicos destruídos

## Bezuidenhout após o bombardeio

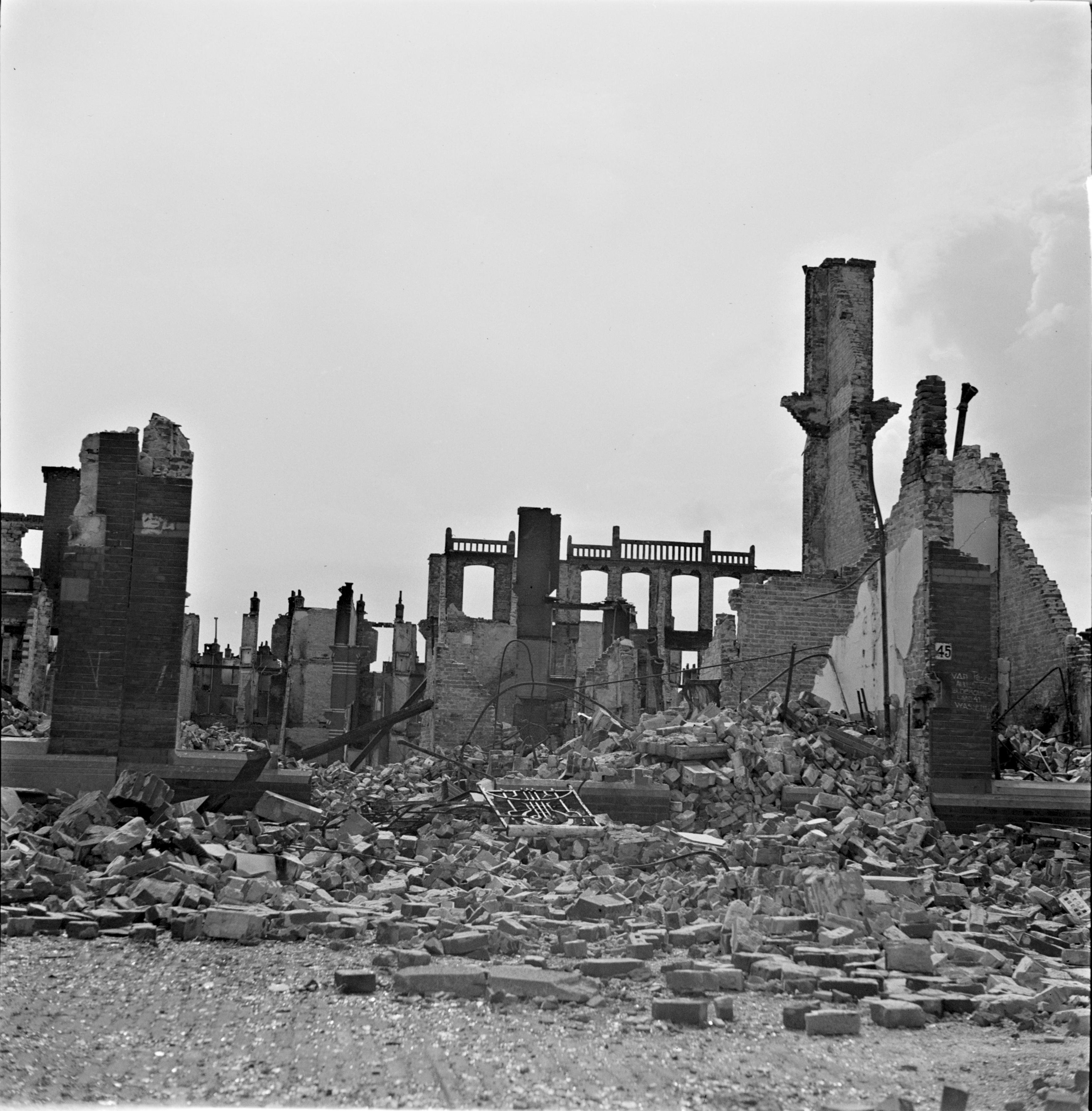
Rua desconhecida em Bezuidenhout, após o bombardeio
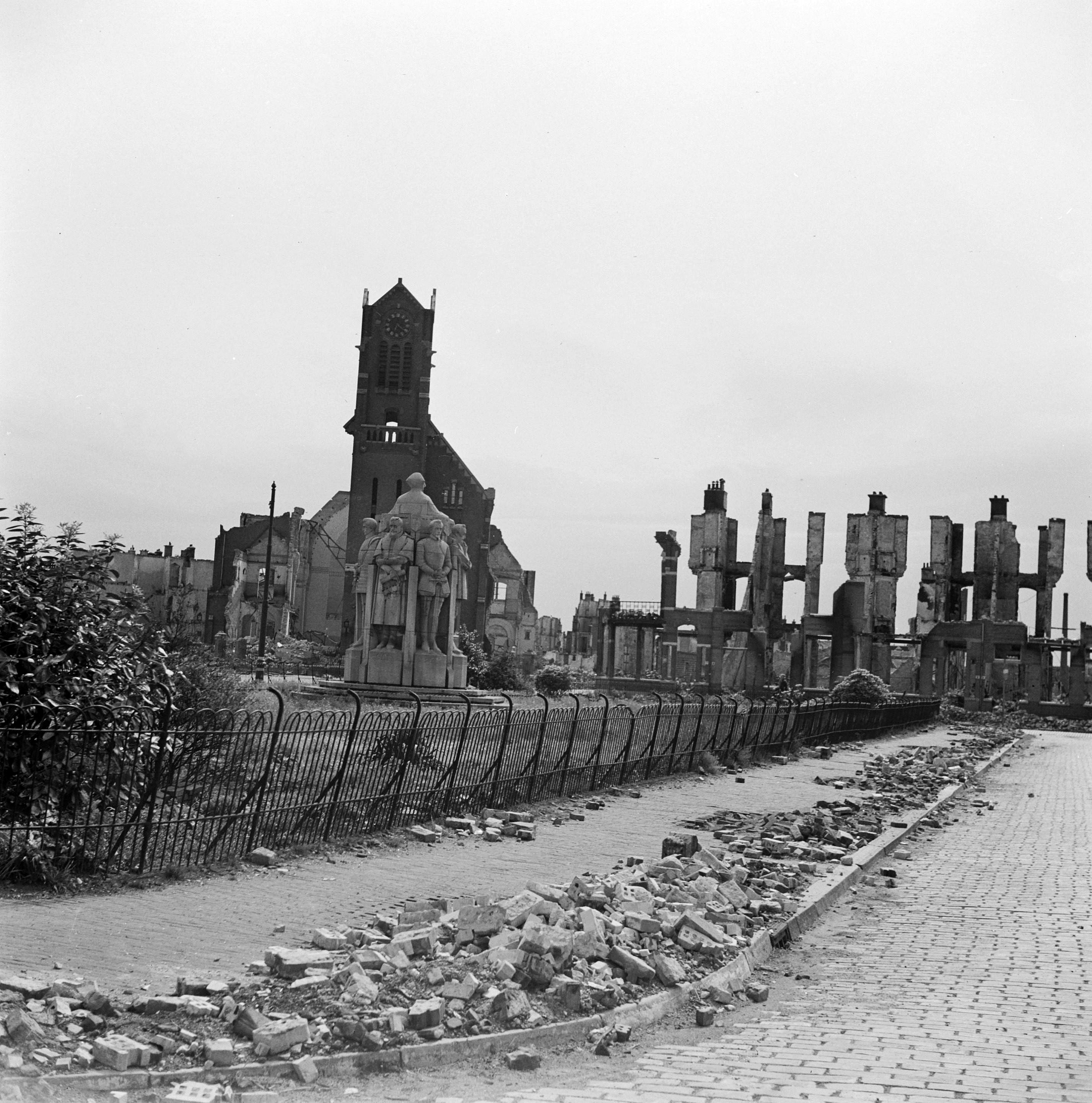
Juliana van Stolberg monumento e ruínas da Igreja Wilhelmina
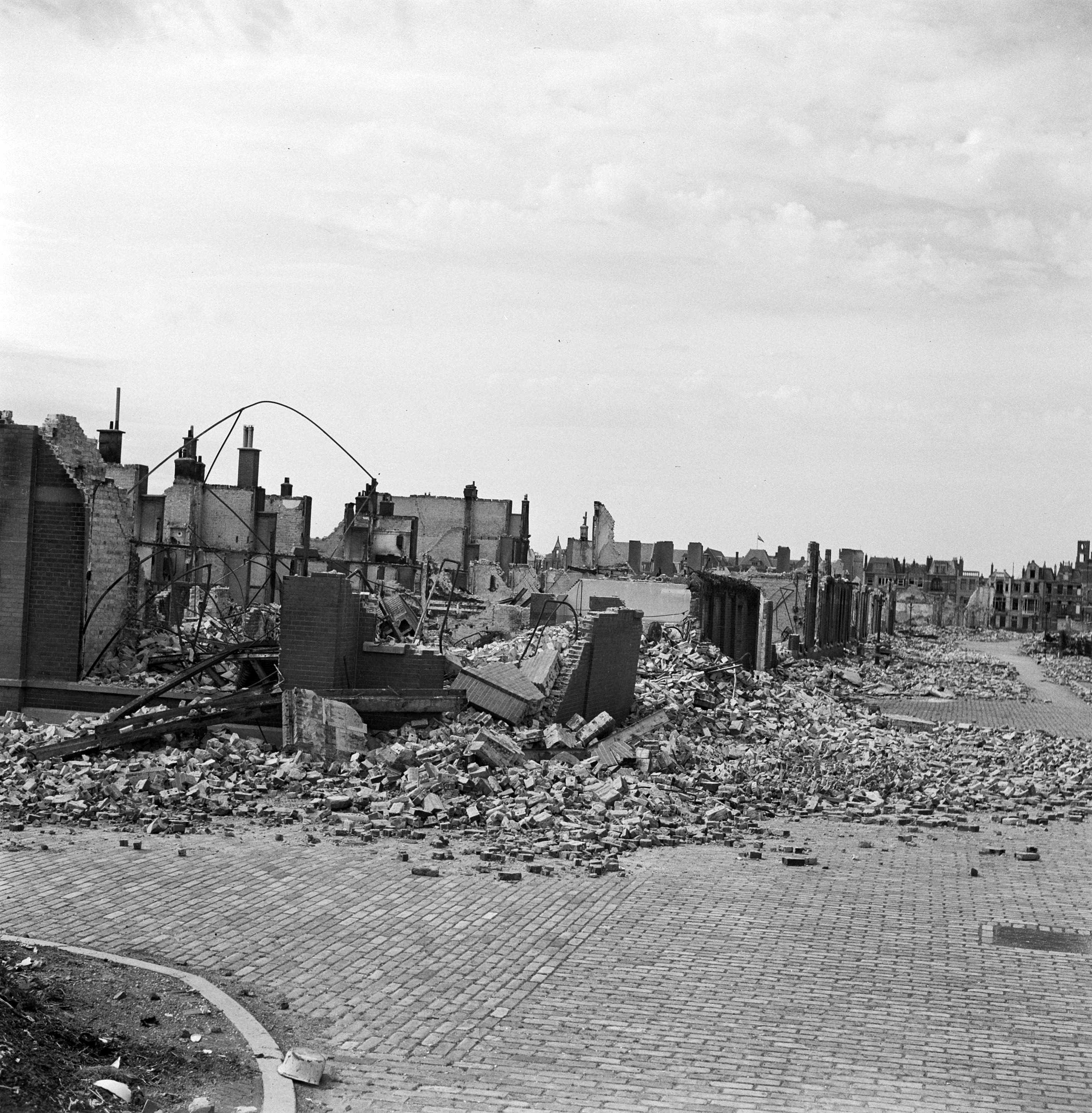
Rua desconhecida em Bezuidenhout, após o bombardeio
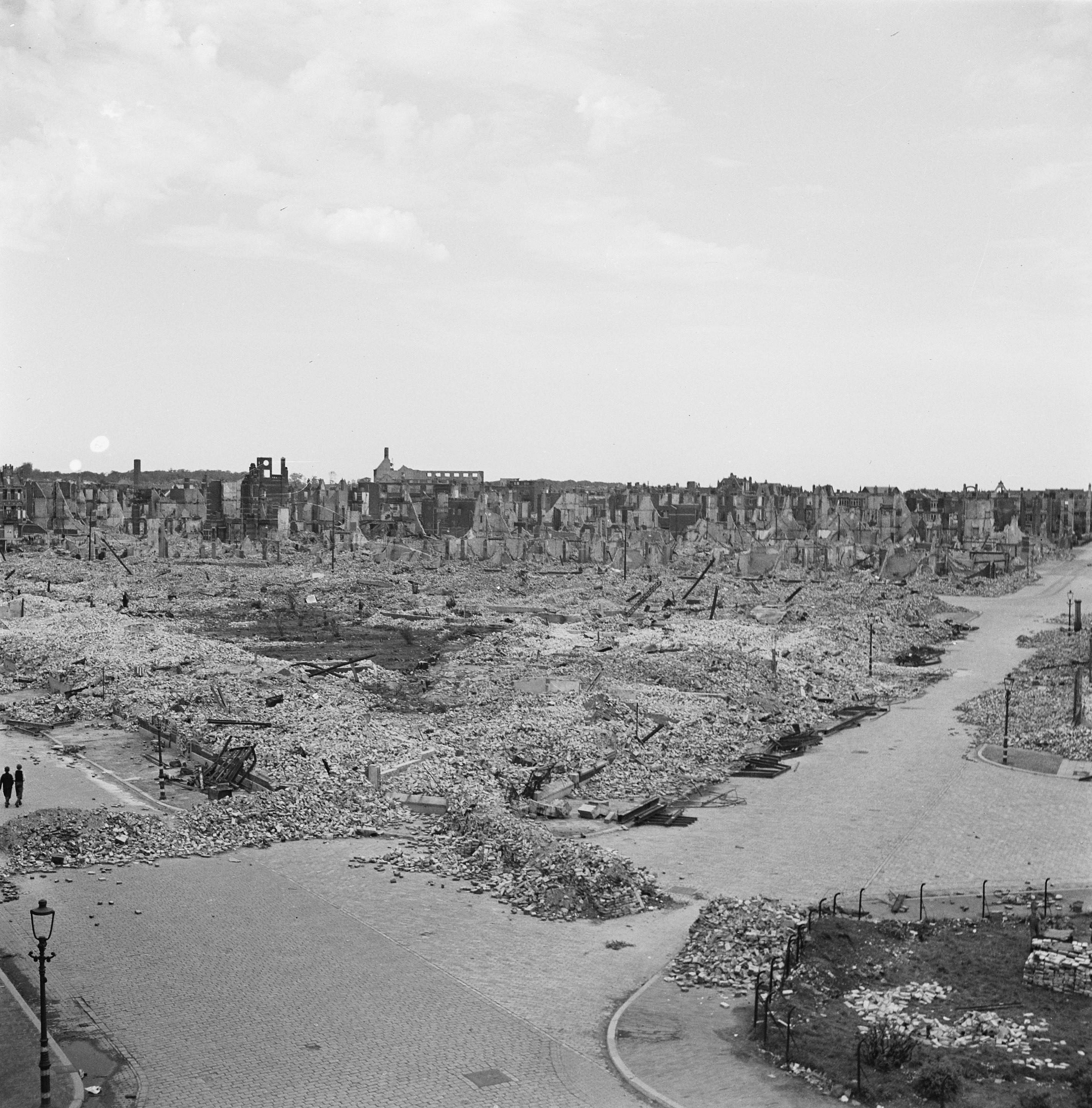
O incêndio intenso fez com que muitas casas desabassem inteiramente

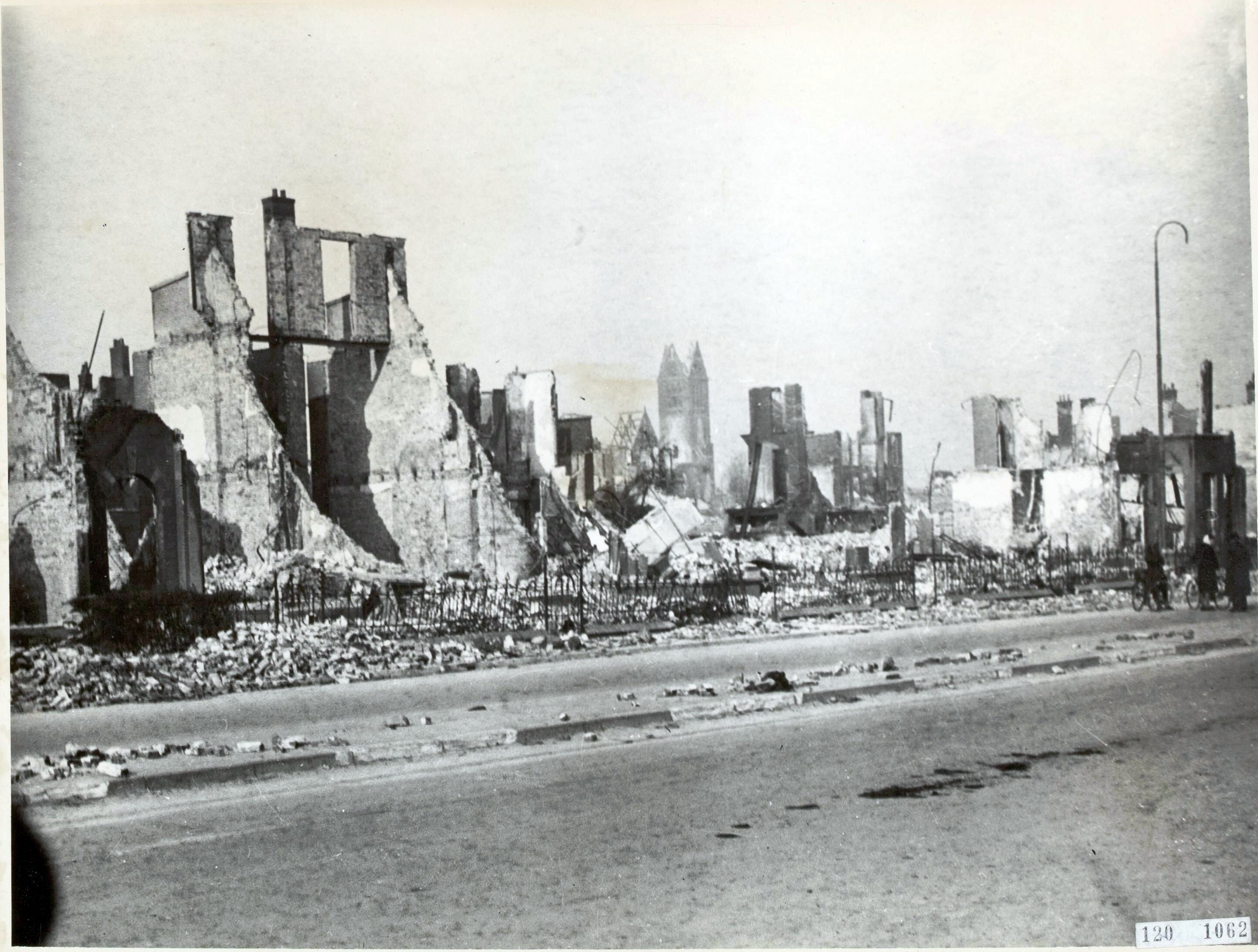
Laan van Nieuw Oost-Indië (rua)
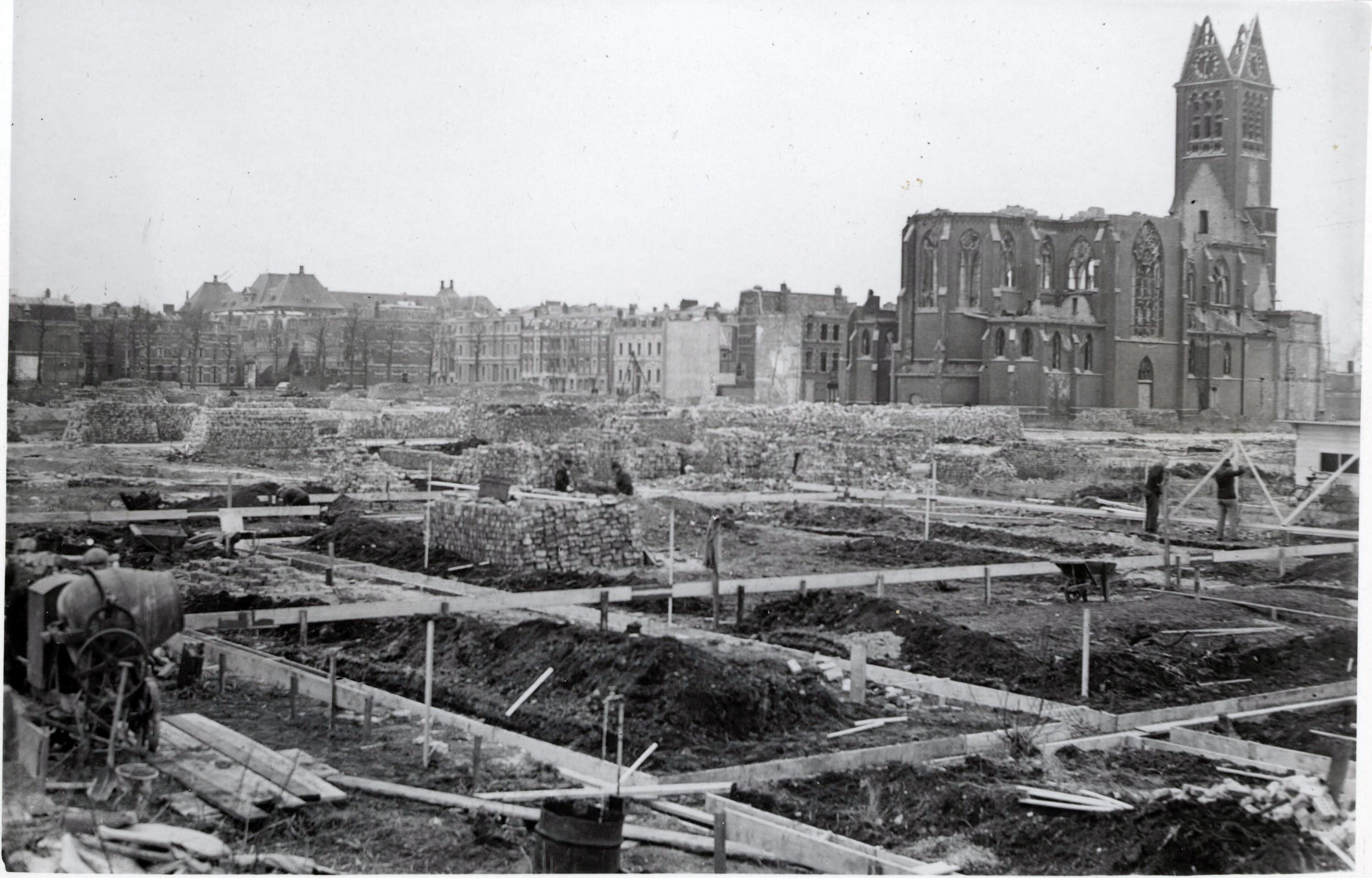
Ao fundo as ruínas da Igreja de Nossa Senhora do Bom Conselho em Bezuidenhoutseweg (rua)
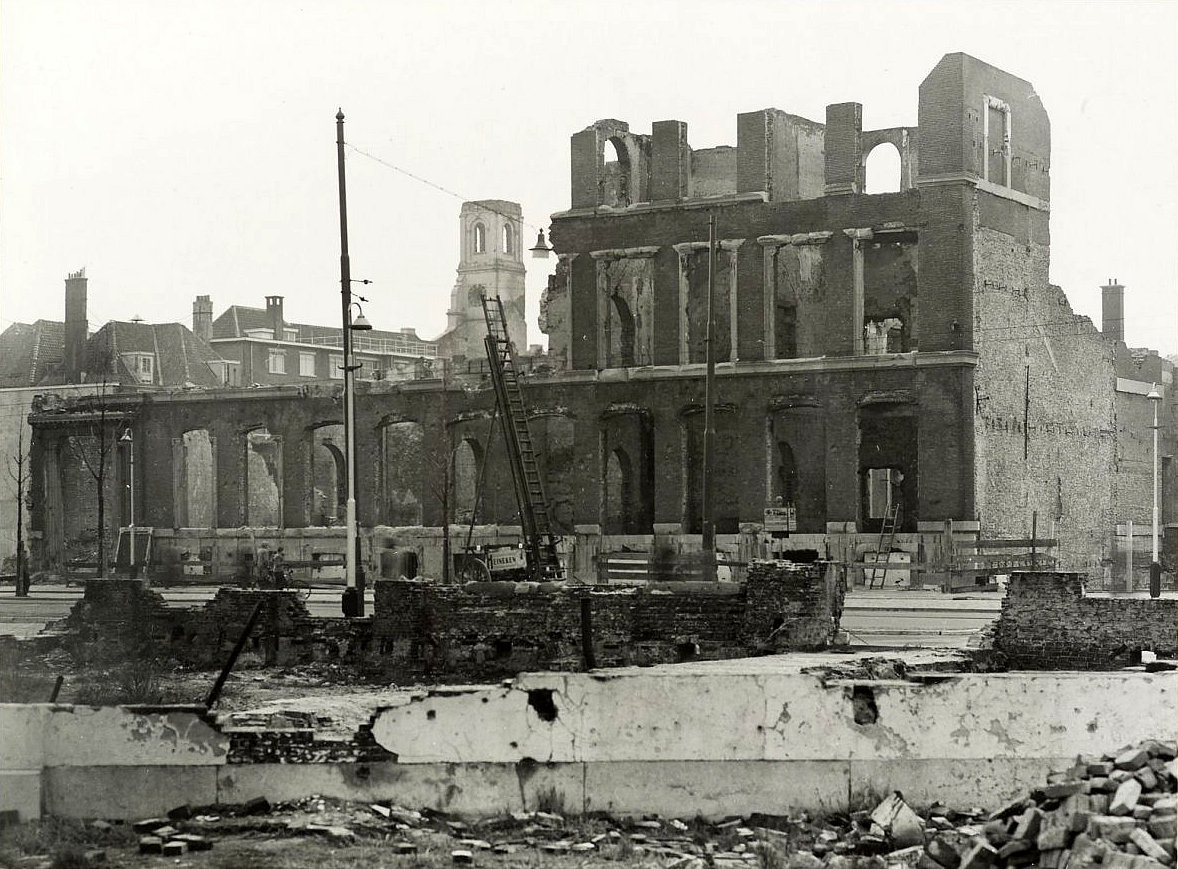
Korte Voorhout (rua) no antigo centro da cidade, que também foi atingido pelo bombardeio
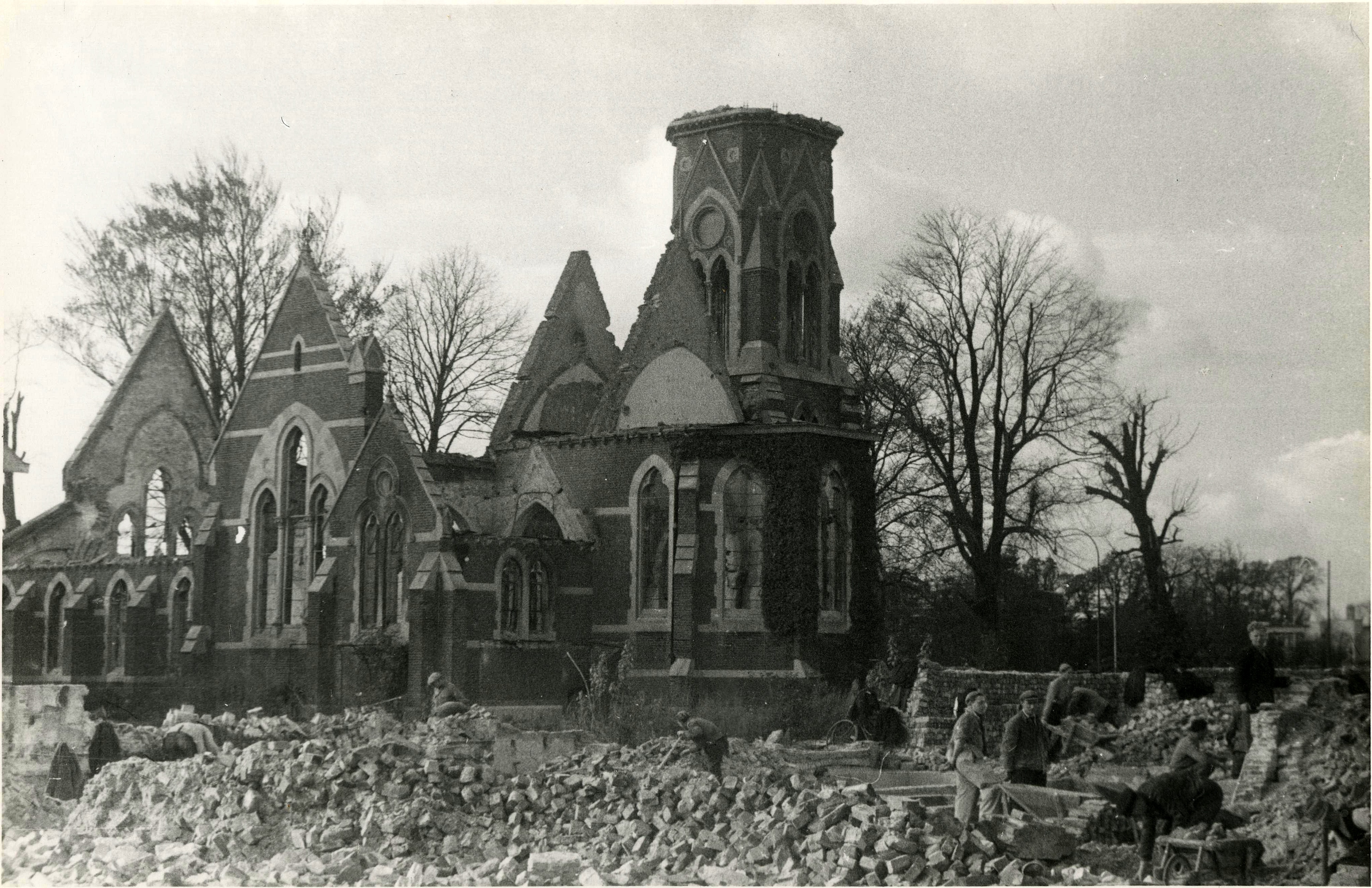
Ruínas da Igreja Anglicana de São João e São Filipe em Haia, após o bombardeio